# Инженер-механик Дмитриев (эсминец)
«Инженер-механик Дмитриев» — эскадренный миноносец типа «Инженер-механик Зверев», построенный для усиления Российского флота на Дальнем востоке. До 10 октября 1907 года числился миноносцем. Назван в честь механика миноносца «Страшный» Дмитриева Павла Михайловича, погибшего в бою.

## Постройка и довоенная служба

Инженер-механик Дмитриев П. М.

15 апреля 1905 года зачислен в списки судов Балтийского флота, 8 февраля 1905 года заложен на судоверфи завода «Шихау» в Эльбинге (Германия), спущен на воду 4 ноября 1905 года. В апреле 1906 года на пароходе перевезён в Кронштадт, где вступил в строй в конце лета того же года. От отправки миноносца во Владивосток отказались из-за окончания военных действий с Японией.
«Инженер-механик Дмитриев» прошел капитальный ремонт корпуса и главных механизмов в 1910—1911 годах на заводе акционерного общества «Крейтон и Ко» в Санкт-Петербурге с заменой котлов. После ремонта скорость миноносца была равна 22,5 узлам.
Накануне Первой мировой войны миноносцы типа «Инженер-механик Зверев» свели в третий дивизион Первой минной дивизии.

## Дальнейшая судьба
Во время Первой мировой войны нес вспомогательную и дозорную службу, обеспечивал противолодочную оборону главных сил флота. 6 октября 1915 года в Рижском заливе сел на мель и после этого в 1916 году прошел капитальный ремонт корпуса с заменой трубок в котлах. Участвовал в Февральской революции.
7 ноября 1917 года вошел в состав Красного Балтийского флота. С 11 по 20 апреля 1918 года совершил переход из Гельсингфорса (Хельсинки) в Кронштадт, где до мая 1919 года был в резерве. Летом 1919 года находился в составе Ладожской военной флотилии. В 1922 году переименован в «Рошаль», оборудован тральным устройством и 1 мая 1922 года переклассифицирован в тральщик.
Участвовал в нескольких боевых тралениях акватории Финского залива. С 15 мая 1926 года — посыльное судно. 9 ноября 1926 года законсервирован и сдан в Кронштадтский военный порт на долговременное хранение, а 17 января 1930 года исключен из состава РККФ с передачей «Рудметаллторгу» для реализации.

## Командиры
- 1906—1908 В. С. Вечеслав
- 1909—1909 М. М. Весёлкин
- 1915—1916 П. О. Шишко
- 1916—???? М. В. Домбровский